# Уравнение Пуассона
Уравне́ние Пуассо́на — эллиптическое дифференциальное уравнение в частных производных, которое описывает
- электростатическое поле,
- гравитационное поле,
- стационарное поле температуры,
- поле давления,
- поле потенциала скорости в гидродинамике.

Оно названо в честь французского физика и математика Симеона Дени Пуассона.
Это уравнение имеет вид:
{\displaystyle \Delta \varphi =f,}
где {\displaystyle \varphi } — искомая функция, {\displaystyle \Delta } — оператор Лапласа, или лапласиан, а {\displaystyle f} — заданная вещественная или комплексная функция на некотором многообразии. 
В трёхмерной декартовой системе координат уравнение принимает форму:
{\displaystyle \left({\frac {\partial ^{2}}{\partial x^{2}}}+{\frac {\partial ^{2}}{\partial y^{2}}}+{\frac {\partial ^{2}}{\partial z^{2}}}\right)\varphi (x,y,z)=f(x,y,z).}
В декартовой системе координат оператор Лапласа записывается в форме {\displaystyle \nabla ^{2}} ({\displaystyle \nabla } — оператор набла) и уравнение Пуассона принимает вид:
{\displaystyle {\nabla }^{2}\varphi =f.}
Уравнение Пуассона с {\displaystyle f\equiv 0} называется уравнением Лапласа:
{\displaystyle \Delta \varphi =0.}
Уравнение Пуассона может быть решено с использованием функции Грина; см., например, статью экранированное уравнение Пуассона. Есть различные методы для получения численных решений. Например, используется итерационный алгоритм — «релаксационный метод».

## Уравнение Пуассона в электростатике
Уравнение Пуассона является одним из важнейших уравнений электростатики. Оно широко используется для нахождения электростатического потенциала {\displaystyle \phi (\mathbf {r} )} ({\displaystyle \mathbf {r} =x\mathbf {i} +y\mathbf {j} +z\mathbf {k} } — радиус-вектор) для известного распределения заряда. 
В единицах системы СИ:
{\displaystyle {\nabla }^{2}\phi =-{\rho  \over \varepsilon _{0}},}
где {\displaystyle \phi } — электростатический потенциал (в вольтах), {\displaystyle \rho } — объёмная плотность заряда (в кулонах на кубический метр), а {\displaystyle \varepsilon _{0}} — диэлектрическая проницаемость вакуума (в фарадах на метр). То есть в данном случае роль искомой функции {\displaystyle \varphi } играет {\displaystyle \phi }, а роль функции {\displaystyle f} перенимает {\displaystyle -\rho (\mathbf {r} )/\varepsilon _{0}}.
В единицах системы СГС то же электростатическое уравнение Пуассона записывается как {\displaystyle {\nabla }^{2}\phi =-{4\pi \rho }}. Ниже используется только СИ.

### Вывод уравнения для потенциала
Уравнение выводится из закона Гаусса ({\displaystyle \mathrm {div} \,\mathbf {E} \equiv \nabla \cdot \mathbf {E} ={\rho  \over \varepsilon _{0}})} и определения статического потенциала ({\displaystyle \mathbf {E} =-\nabla \phi }):
{\displaystyle {\rho  \over \varepsilon _{0}}=\nabla \cdot \mathbf {E} =\nabla \cdot (-\nabla \phi )=-\nabla \cdot \nabla \phi =-\nabla ^{2}\phi .}
В области пространства, где нет «непарной» плотности заряда, а именно локальные положительные заряды скомпенсированы локальными отрицательными (допустим, ионный заряд локально скомпенсирован электронным):
{\displaystyle \rho =0,}
и уравнение для потенциала превращается в уравнение Лапласа:
{\displaystyle {\nabla }^{2}\phi =0.}

### Случай точечного заряда и обобщение
Известно, что потенциал, источником которого служит точечный электрический заряд {\displaystyle q}, имеет вид
{\displaystyle \phi _{q}={1 \over 4\pi \varepsilon _{0}}{q \over r}}.
Такой потенциал, называемый кулоновским, есть по сути (а строго говоря при {\displaystyle q=1}) функция Грина
{\displaystyle \Phi _{1}(x,y,z)={1 \over 4\pi \varepsilon _{0}}{1 \over r}}
для уравнения Пуассона, то есть решение уравнения
{\displaystyle \Delta \varphi =-{1 \over \varepsilon _{0}}\delta (x)\delta (y)\delta (z)\ ,}
где {\displaystyle \delta (x)} — обозначение дельта-функции Дирака. Произведение трёх дельта-функций есть трехмерная дельта-функция, а {\displaystyle r={\sqrt {x^{2}+y^{2}+z^{2}}}}.
В связи с этим ясно, что решение уравнения Пуассона с произвольной правой частью может быть записано как
{\displaystyle \phi (x,y,z)=\int \rho (\xi ,\eta ,\zeta )\Phi _{1}(x-\xi ,y-\eta ,z-\zeta )d\xi d\eta d\zeta =}
{\displaystyle =\int {1 \over 4\pi \varepsilon _{0}}{\rho (\xi ,\eta ,\zeta ) \over {\sqrt {(x-\xi )^{2}+(y-\eta )^{2}+(z-\zeta )^{2}}}}d\xi d\eta d\zeta .}
Здесь имеется в виду наиболее простой случай «без граничных условий», когда принимается, что на бесконечности решение должно стремиться к нулю. Рассмотрение более общего случая произвольных граничных условий и вообще более подробное изложение - см. в статье Функция Грина.
Физический смысл последней формулы — применение принципа суперпозиции (что возможно, поскольку уравнение Пуассона линейно) и нахождение потенциала как суммы потенциалов точечных зарядов {\displaystyle \rho dV}.

### Случай гауссовой плотности заряда
Для практически важного случая сферически симметричного гауссова распределения заряда {\displaystyle \rho (r)}:
{\displaystyle \rho (r)={\frac {Q}{\sigma ^{3}(2\pi )^{3/2}}}\,e^{-r^{2}/(2\sigma ^{2})},}
где {\displaystyle Q} — общий заряд, решение {\displaystyle \phi (r)} уравнения Пуассона:
{\displaystyle {\nabla }^{2}\phi =-{\rho  \over \varepsilon _{0}}}
даётся выражением:
{\displaystyle \phi (r)={1 \over 4\pi \varepsilon _{0}}{\frac {Q}{r}}\,{\mbox{erf}}\left({\frac {r}{{\sqrt {2}}\sigma }}\right),}
где {\displaystyle \mathrm {erf} (x)} — функция ошибок. Это решение можно проверить напрямую вычислением {\displaystyle {\nabla }^{2}\phi }. Для {\displaystyle r}, много больших, чем {\displaystyle \sigma }, {\displaystyle \mathrm {erf} (x)} приближается к единице, и потенциал {\displaystyle \phi (r)} приближается к потенциалу точечного заряда {\displaystyle {1 \over 4\pi \varepsilon _{0}}{Q \over r}}, как и следовало ожидать.

## Уравнение Пуассона в других областях
Сфера электростатики — не единственная область применения уравнения Пуассона. В числе других областей — расчёт гравитационного потенциала {\displaystyle \varphi }; его градиент определяет напряжённость гравитационного поля.
Потенциал {\displaystyle \varphi }, создаваемый точечной массой {\displaystyle m}, расположенной в начале координат, равен
{\displaystyle \varphi _{m}=-{\frac {Gm}{r}},}
где {\displaystyle G} — гравитационная постоянная, {\displaystyle r} — расстояние от начала координат. На бесконечности потенциал такого вида обращается в ноль. В общем случае произвольного распределения массы, описываемого координатно-зависимой плотностью {\displaystyle \rho } (кг/м3), уравнение Пуассона записывается:
{\displaystyle \nabla ^{2}\varphi =4\pi G\rho .}
С точностью до замены {\displaystyle -1/\varepsilon _{0}\to 4\pi G} и изменения смысла величины {\displaystyle \rho } («плотность заряда» {\displaystyle \to } «плотность массы»), уравнение подобно соответствующему электростатическому уравнению. Правда, в случае гравитационных сил не бывает ситуации отталкивания, но на решении этот факт никак не сказывается.
Решение такой же вид, как и в электростатике:
{\displaystyle \varphi (x,y,z)=-\int G{\rho (\xi ,\eta ,\zeta ) \over {\sqrt {(x-\xi )^{2}+(y-\eta )^{2}+(z-\zeta )^{2}}}}d\xi d\eta d\zeta .}
Рассмотрение уравнения Пуассона в остальных упоминавшихся в преамбуле областях физики может быть выполнено аналогично, только со специфическим для конкретной области смыслом входящих в него величин.